# Giuseppe Giardiello

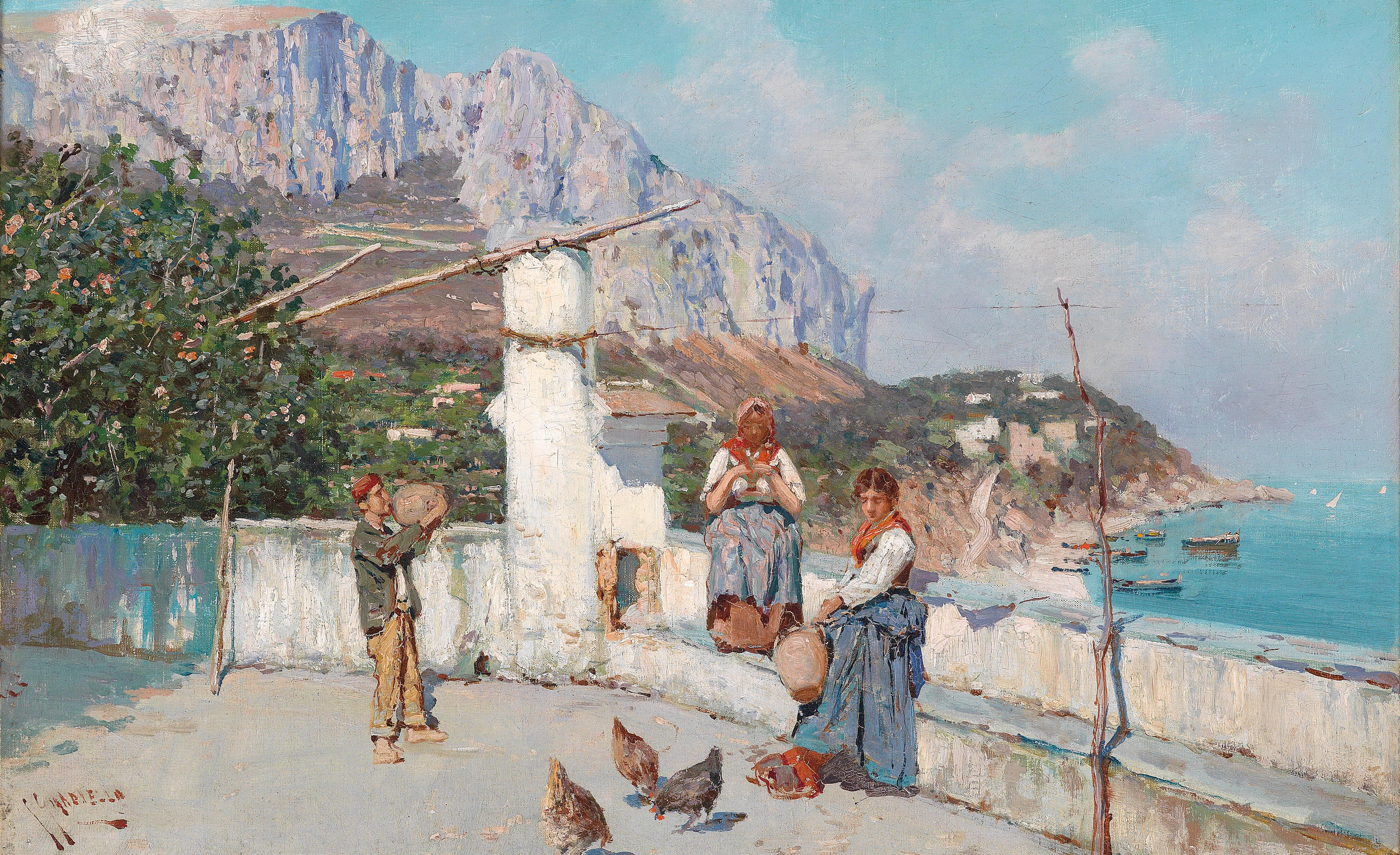
In Capri, circa 1900

Giuseppe Giardiello (* 1877 in Neapel; † 1920) war ein italienischer Maler des Impressionismus.

## Leben und Werk
Zu Giuseppe Giardiello sind keine genaueren Lebensdaten bekannt.
Er hielt sich meist in Süditalien auf und fand seine Motive auf der Insel Capri.
Sein impressionistisches Werk zeichnet sich durch eine hohe Farbigkeit und einem pastosen Farbauftrag aus. Er hat an verschiedenen Orten mehrfach das gleiche Motiv (in leicht abgewandelter Form) gemalt. Durch diese Routine konnte er eine recht große Anzahl an Gemälden malen, die sich bis heute bei Sammlern großer Beliebtheit erfreuen.

## Werke (Auswahl)

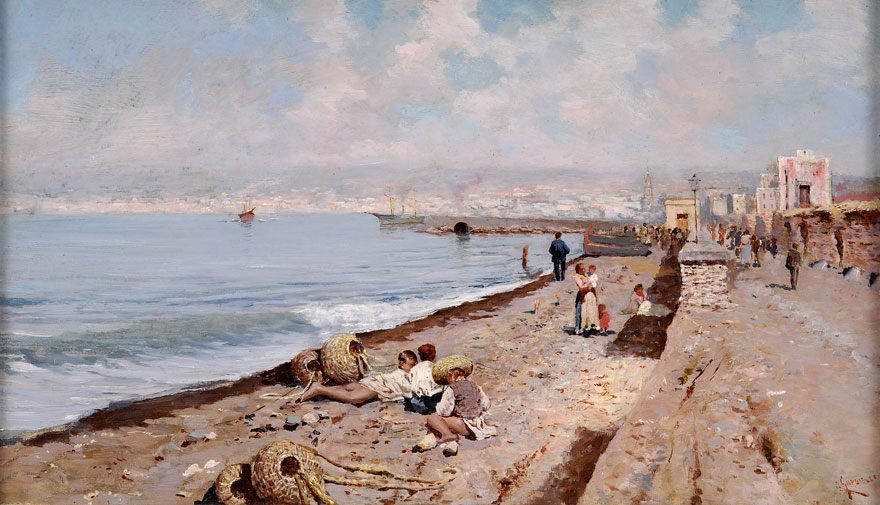
Strand bei Neapel
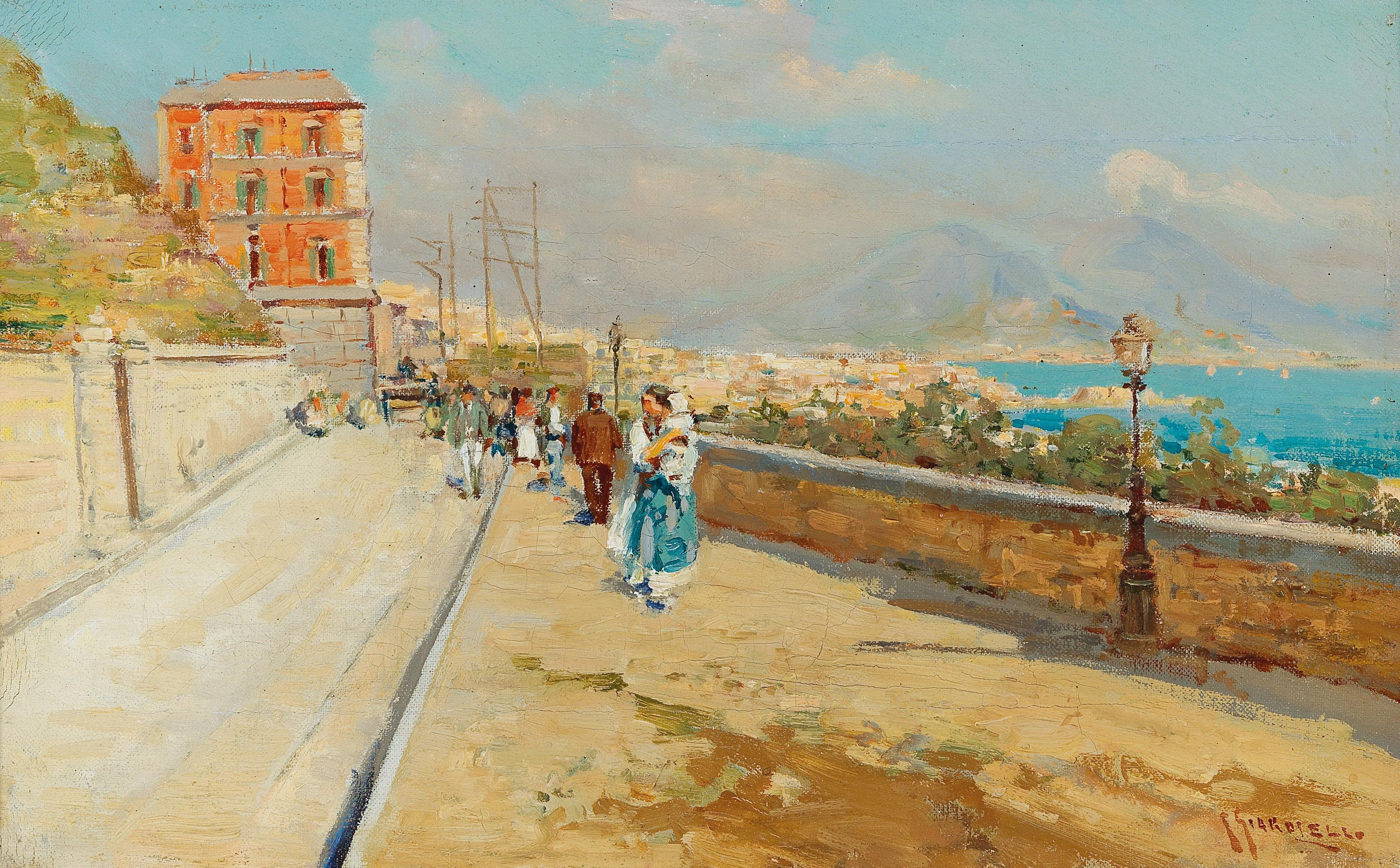
Im Hafen von Neapel
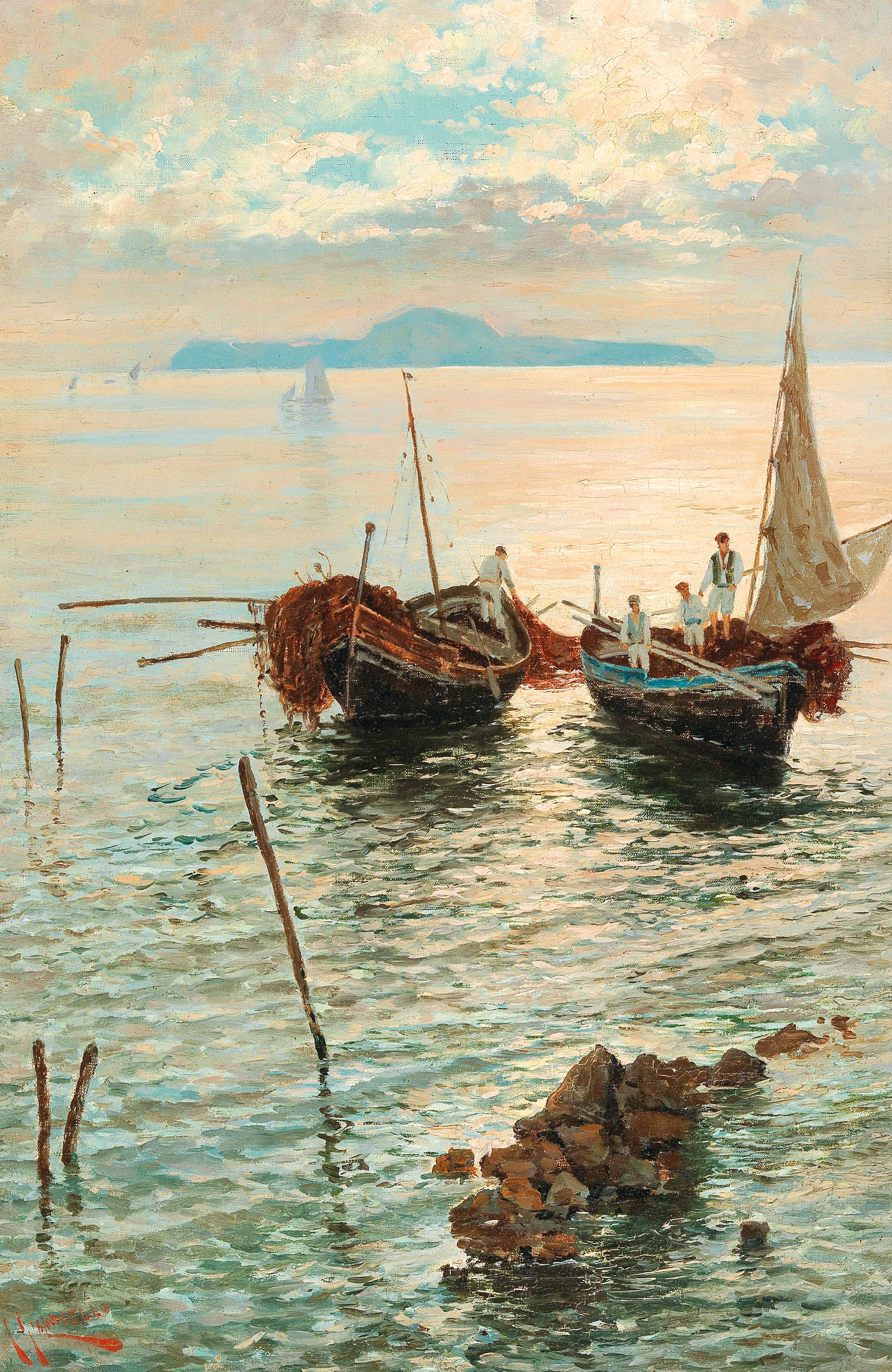
Fischerboote vor Neapel
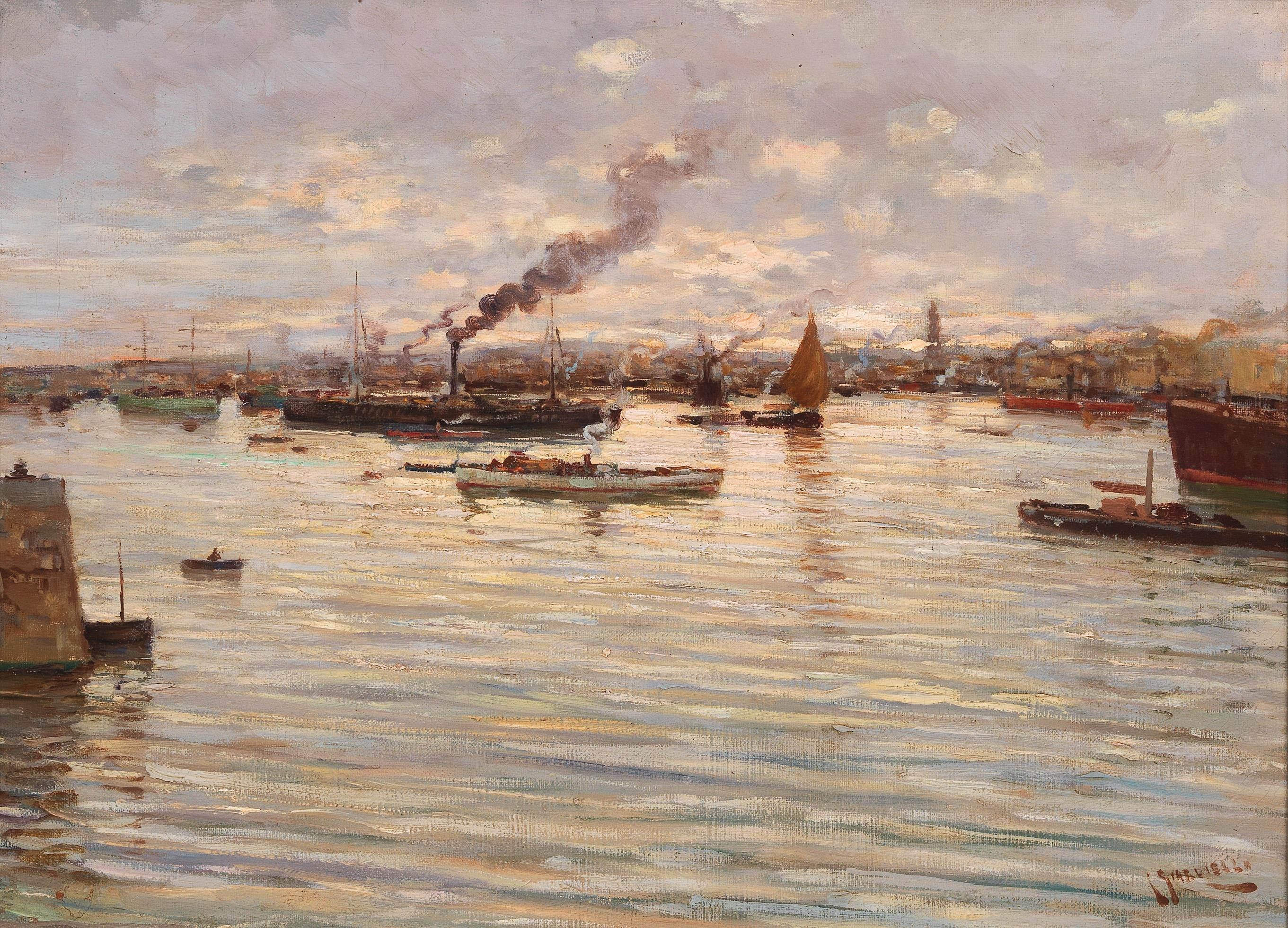
Im Golf von Neapel
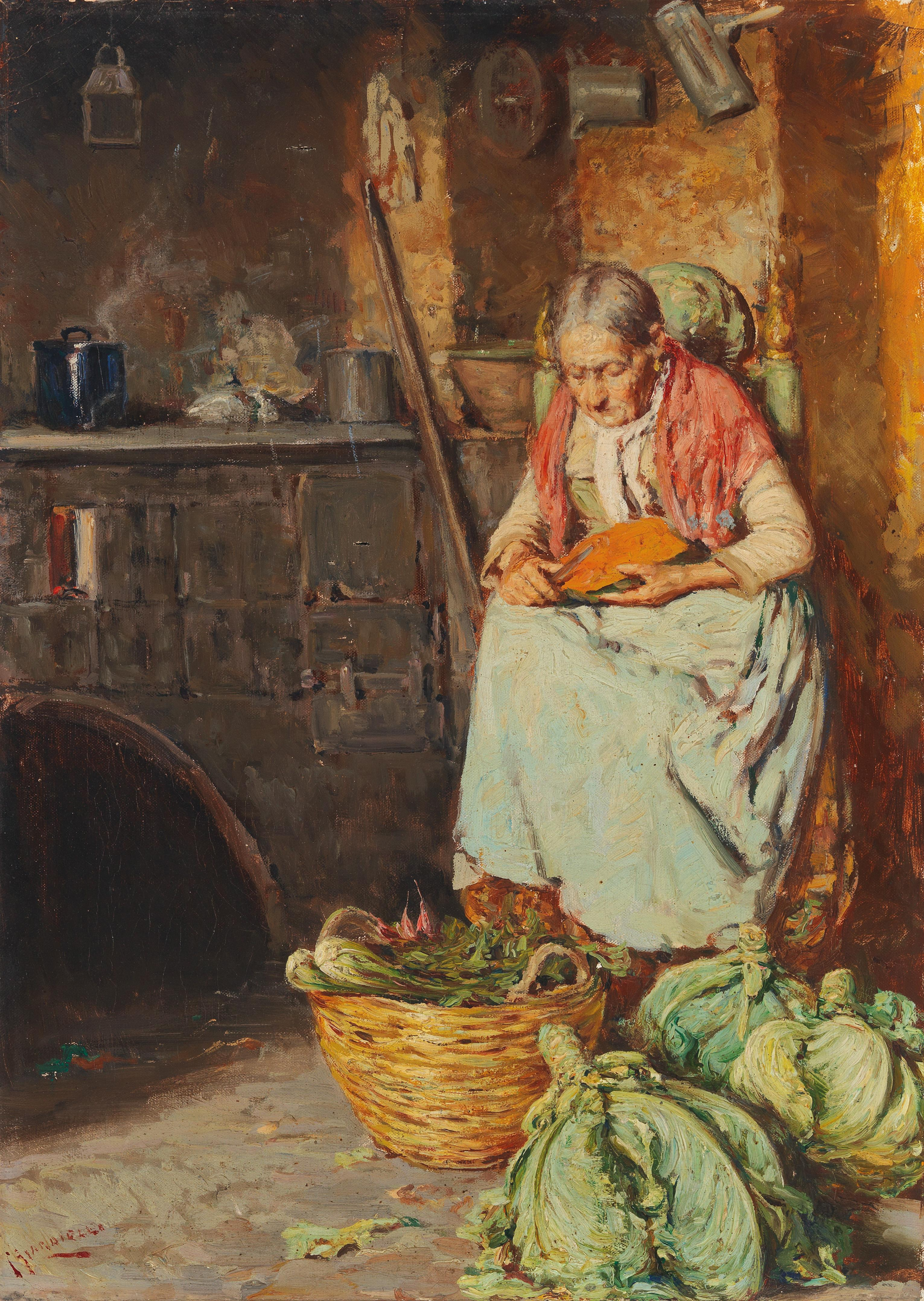
In der Küche
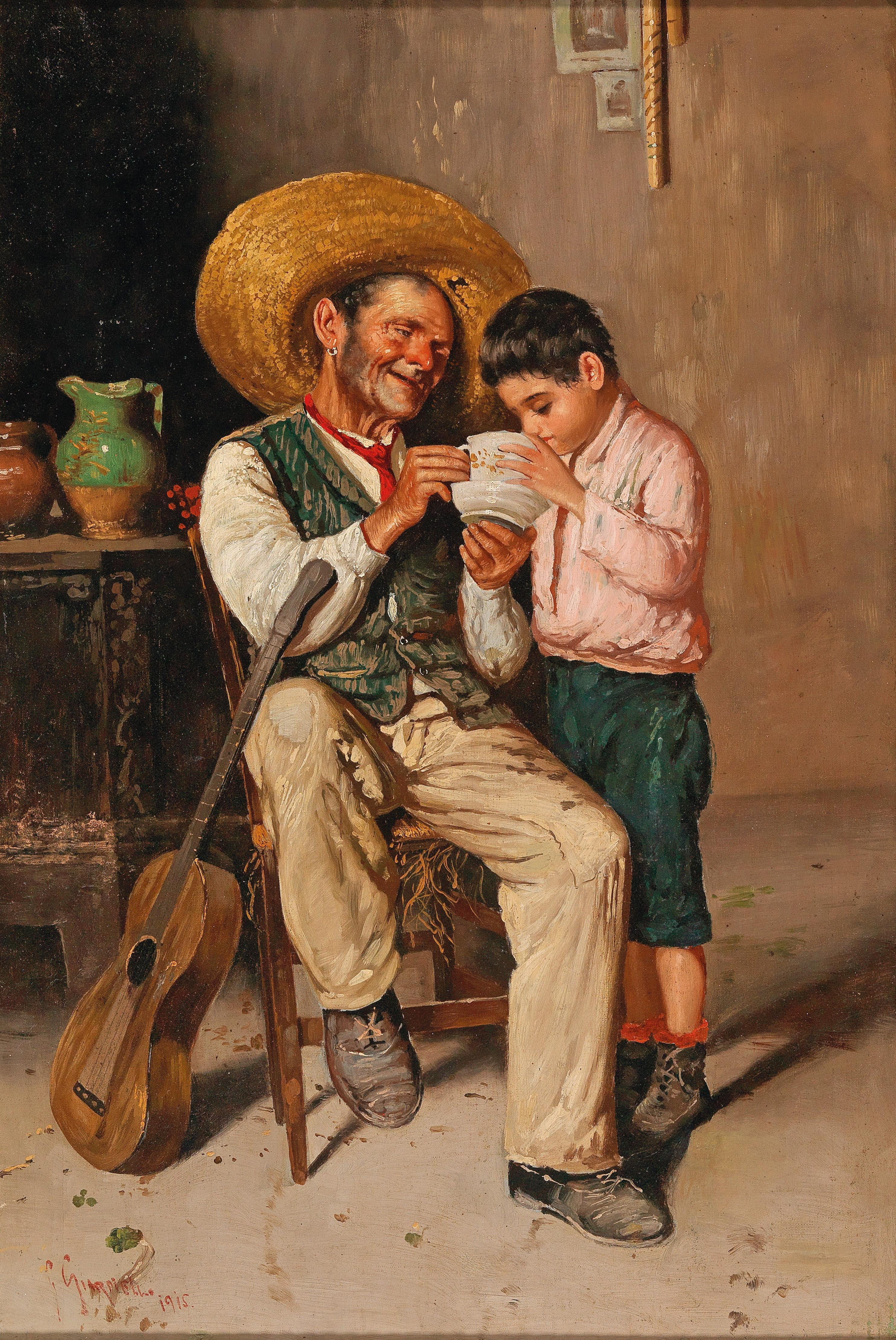
Ein gutes Getränk